# Lycée Voltaire (Paris)
Pour les articles homonymes, voir lycée Voltaire.
Le lycée Voltaire est un établissement public parisien d'enseignement général et technologique situé au 101, avenue de la République dans le 11e arrondissement de Paris.

## Histoire
Le lycée doit son nom à l'écrivain et philosophe Voltaire. Réalisé par l'architecte Eugène Train, il est inauguré le 13 juillet 1891, par le président Sadi Carnot et est longtemps le seul lycée du nord-est parisien. À l'ouverture, le lycée est un établissement réservé aux garçons, avant de devenir progressivement mixte à partir de 1973.
Dans la seconde moitié du XIXe siècle, la probité du personnel enseignant est surveillée. Toutefois, faute de pouvoir réglementer leurs loisirs aussi strictement que pour les élèves, les autorités, souhaitant éviter qu'ils ne trainent dans des cabarets, aménagent dans plusieurs lycées des salons de jeux et de lecture pour leur détente, comme au lycée Janson-de-Sailly à partir de 1893.

## Formations
Le lycée Voltaire accueille environ 975 lycéens, 500 collégiens et 75 élèves de classes préparatoires physique et technologie (créées 1921). Il y a treize classes de seconde, neuf classes de première et neuf classes de terminale.
Le lycée propose onze spécialités demandées au baccalauréat : histoire-géographie, géopolitique et sciences politiques ; humanités, littérature et philosophie ; langues, littératures et cultures étrangères (LLCE anglais + LLCE anglais monde contemporain) ; mathématiques ; numérique et sciences informatiques ; physique-chimie ; sciences de la vie et de la Terre ; sciences économiques et sociales ; sciences de l'ingénierie ; arts plastiques. Le lycée propose également les options arts plastiques, LV3, théâtre, discipline non linguistique (mathématiques en anglais et histoire-géographie en allemand).
L'enseignement des langues comprend l'anglais, l'espagnol, l'allemand, l'italien, le japonais et l'arabe.
En 2022, une classe préparatoire lettres et sciences sociales est ouverte dans l'établissement.

## Indicateurs
|    | 2012 | 2013 | 2014 | 2015 | 2016 | 2017 | 2018 | 2019 | 2020 |
| -- | ---- | ---- | ---- | ---- | ---- | ---- | ---- | ---- | ---- |
| L  | 73 % | 91 % | 81 % | 93 % | 84 % | 84 % | 88 % | 95 % | 96 % |
| ES | 68 % | 81 % | 75 % | 86 % | 81 % | 83 % | 84 % | 83 % | 97 % |
| S  | 84 % | 74 % | 69 % | 77 % | 68%  | 80 % | 81 % | 81 % | 94 % |

Taux de réussite au bac toutes séries confondues : 96 %.
Taux de mentions toutes séries confondues : 60,4 %.
En 2020, le lycée Voltaire est classé 78e sur 112 au niveau départemental et 992e sur 1 872 au niveau national. Le classement s'établit sur trois critères : le taux de réussite au bac, la proportion d'élèves de première qui obtient le baccalauréat en ayant fait les deux dernières années de leur scolarité dans l'établissement, et la valeur ajoutée (calculée à partir de l'origine sociale des élèves, de leur âge et de leurs résultats au diplôme national du brevet).
Avec une valeur ajoutée sur taux de succès de -1 et une valeur ajoutée sur taux d'accès de la seconde au bac de 5, le lycée Voltaire fait partie des lycées "Accompagnant" (public) qui permettent un suivi de tous les élèves vers le bac.
En 2018, la classe préparatoire physique et technologie est classée 23e sur 65 au niveau national. Le classement se fait en fonction du taux d'admission des élèves dans les grandes écoles.

## Bâtiments

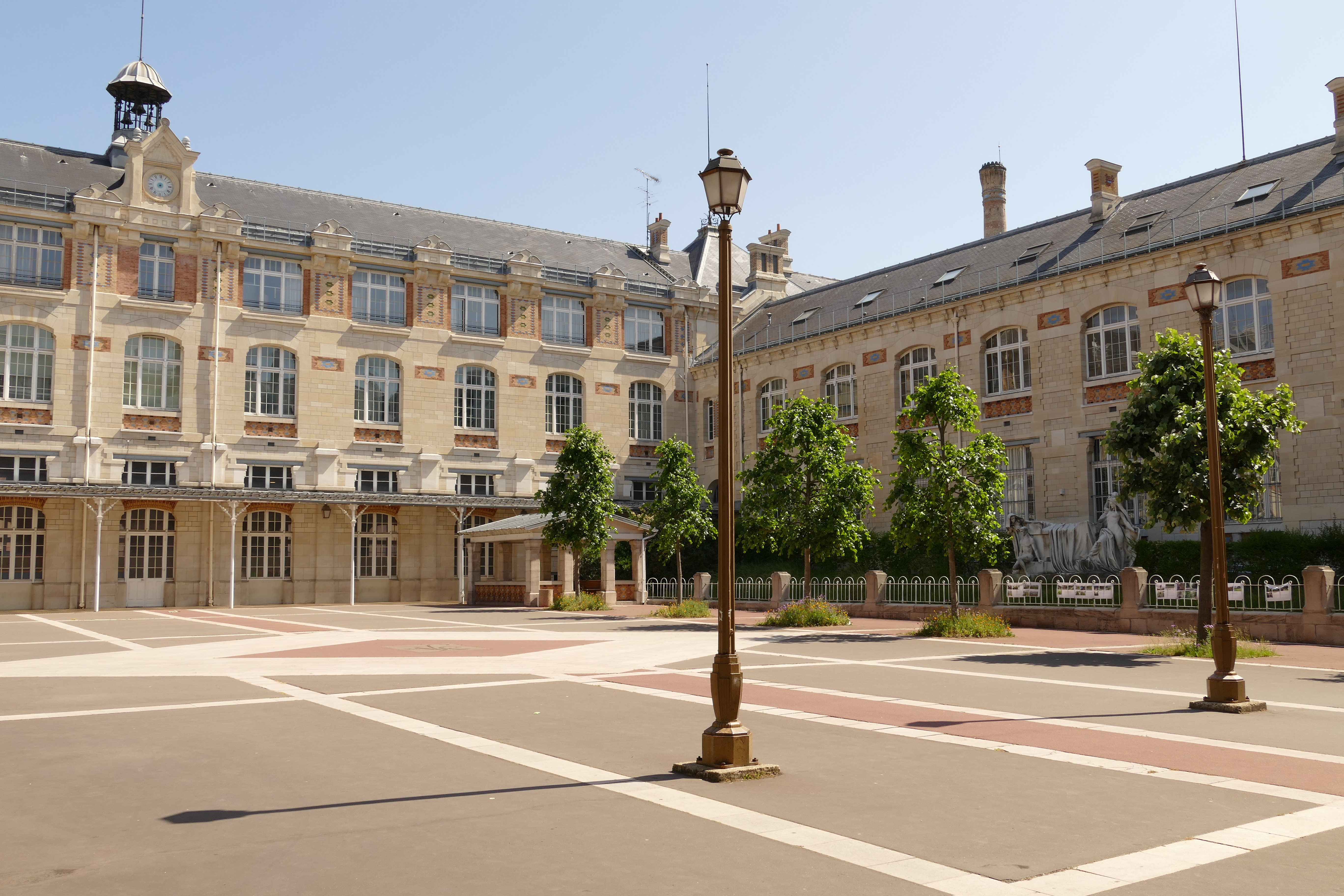
La cour d'honneur du lycée.

Le lycée Voltaire comprend quatre cours, la cour d'honneur, la cour du lycée, la cour du collège et la cour d'EPS, ainsi que deux gymnases, deux terrains de basket-ball, un terrain de hand-ball, une salle de musculation, et une salle de tennis de table. Sont disponibles pour les élèves un centre de documentation et d'information, deux salles de travail, et un foyer.
Dans la cour d'honneur se trouve un groupe sculpté en marbre réalisé en 1907 par le sculpteur toulousain Victor Segoffin (1867-1925). Ce monument avait été conçu pour intégrer le Panthéon, mais un revirement politique le relègue pendant six ans dans une remise, avant de le voir installé au lycée Voltaire.

## Personnalités liées au lycée
Une Association des anciens et anciennes élèves du lycée Voltaire a été créée en 1902, puis est restée inactive à partir de 1968. Une nouvelle association, Amicale des anciens du lycée Voltaire de Paris (AAALVP), a été créée en 2002. La première a été intégrée à l'AALVP en 2011.

### Proviseurs
Depuis 2000, les proviseurs du lycée Voltaire ont été :
- 1998-2001 : Guy Thomas
- 2001-2003 : Françoise Suberville
- 2003-2007 : Jean-Pierre Mongénie
- 2007-2008 : Jacques Besancenot
- 2008-2011 : Annie Toulzat
- 2011-2013 : Josiane Lussiana
- 2013-2014 : Jean-Pierre Preud'homme
- 2014-2017 : Christel Boury
- 2017-2020 : Gilles Soumaré
- 2020-2023 : Christophe Laborde
- Depuis 2023 : Patricia Jourdy

### Professeurs
En année courante, le lycée Voltaire emploie environ 150 enseignants.
- Henri Agel, professeur d'histoire du cinéma en France, écrivain, professeur de lettres
- Roland Barthes, sémiologue, professeur de lettres
- Henri Bonnard, grammairien français. Il enseignera ensuite à l'Université de Paris Nanterre
- Jean-Louis Bory, écrivain, journaliste, critique cinématographique, professeur de lettres
- Urbain-Victor Chatelain, écrivain, historien, professeur de lettres
- Pierre Darmon, historien
- Serge Koster, romancier, essayiste, journaliste, professeur de lettres
- Alain Krivine, homme politique, maître auxiliaire d'histoire
- Albert Malet, professeur d'histoire et auteur de manuel pédagogiques
- Robert Mandrou[réf. nécessaire], professeur d'histoire, auteur d'ouvrages sur la France du XVIIe siècle
- Jules Marouzeau, latiniste, professeur de lettres
- Jean-Jacques Marie, historien, professeur de lettres
- Émile Moselly, écrivain, professeur de lettres
- Paul Pauliat, professeur agrégé de russe, auteur d'un célèbre dictionnaire et de manuels scolaires
- Stéphane Piobetta, professeur de philosophie et résistant
- Gilbert Walusinski, professeur de mathématique

### Élèves
- Octave Aubry, historien de Napoléon
- Yves Boisset, cinéaste
- Paul Borne, comédien
- Marilou Berry, actrice, réalisatrice
- André Brahic, astrophysicien
- Fernand Braudel, historien
- Jean-Claude Carrière, écrivain, scénariste, parolier...
- Gilles Cohen, acteur[12]
- Darry Cowl, acteur
- Guy Darol, écrivain et journaliste
- Jacques Delors, homme politique
- Roland Epstein, chercheur au CNRS
- Maurice Failevic, réalisateur
- Edgar Faure, politicien et ancien président du Conseil
- Alain-Fournier, romancier
- Romain Goupil, cinéaste
- Bernard Kouchner, médecin, homme politique
- Henri Krasucki, syndicaliste, ancien secrétaire général de la CGT – une plaque a été posé en son hommage en 2017 dans une salle du lycée[13]
- Charles Lederman, avocat et homme politique[14]
- Camille Le Tallec, décorateur sur porcelaine
- André Lwoff, biologiste et Prix Nobel de physiologie ou médecine
- Aïssa Maïga, actrice
- Guy Marchand, acteur, chanteur
- Jean Mermoz, aviateur, figure légendaire de l'Aéropostale, surnommé l'Archange[15].
- Bernard Métraux, acteur
- Claude Miller, cinéaste
- Gilbert Montagné, artiste, compositeur de chansons
- Robi Morder, juriste du travail et politiste, spécialiste des mouvements lycéen et étudiant
- Jean-Jacques Morvan, artiste peintre
- Violette Nozière, parricide
- Jean-Jacques Peroni, humoriste
- Jacques Revaux, compositeur de chansons
- François-Élie Roulin, compositeur de musique
- Christian Schiaretti, metteur en scène
- Adolphe Steg, médecin
- Sagamore Stévenin, acteur
- Julie Zenatti, chanteuse
- Robinson Stévenin, acteur
- Alan Stivell, musicien breton
- Jean-Marc Thibault, acteur
- Jean-Claude Vajou, journaliste
- Charles Vildrac, écrivain et poète[16].
- Pedro Winter, artiste, producteur
- David Marcos, musicien

## Films et livres

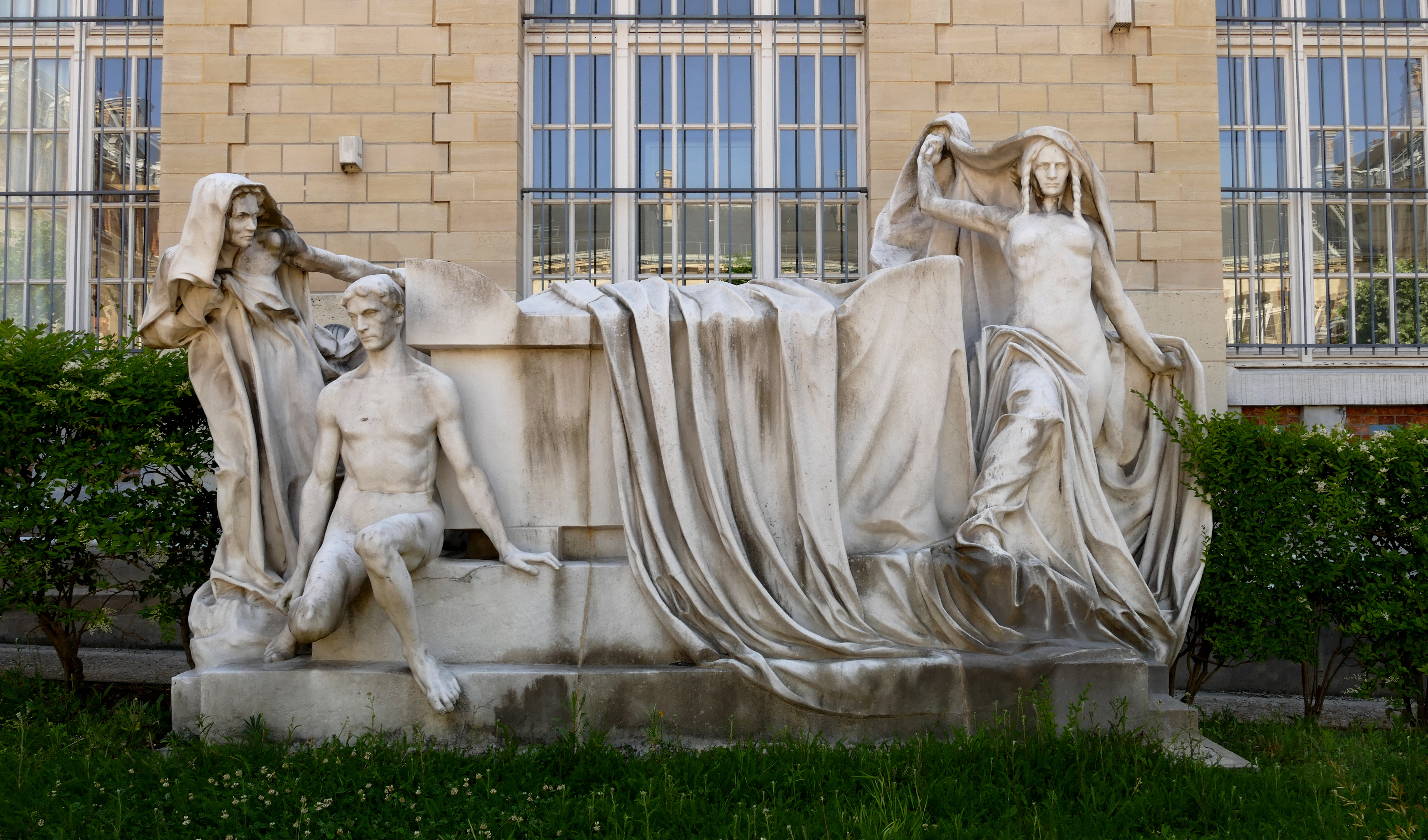
Monument à Voltaire par Victor Segoffin (1907), dans la cour d'honneur.

- Une semaine sur deux (et la moitié des vacances scolaires) (2009) réalisé par Ivan Calbérac
- « Irréparable », 3e épisode de la 16e saison de Alice Nevers. Le juge est une femme (2018) réalisé par Simon Astier
- La Clé sur la porte, film réalisé en 1977 par Yves Boisset où l'héroïne (Annie Girardot) est enseignante au lycée Voltaire
- Le Lycée Voltaire, sa création, ses débuts, ouvrage documentaire conçu et publié par l'AALVP
- Un printemps au lycée Voltaire, de Georges Gille (Publibook, 2007), roman autobiographique sur la période collège de l'auteur

## Accès
Le lycée est desservi par les lignes 2 et 3 à Père Lachaise.